# Lopra
Lopra (dänischer Name: Lobra) ist ein Ort der Färöer, der zur
Gemeinde Sumba (Sumbiar kommuna) auf der Insel Suðuroy gehört.

## Der Ort
Lopra liegt im Süden der Ostküste Suðuroys am Ende des Fjords Lopransfjørður, der in den Vágsfjørður mündet. Gleichzeitig ist hier eine Landenge, vor dessen Westküste der 3,4 Hektar große Lopranshólmur liegt, einer der elf Holme der Färöer.
Der Ort gehört zu den Neugründungen (niðursetubygdir) auf den Färöern, von denen zahlreiche im 19. Jahrhundert entstanden sind. Lopra selbst wurde 1834 gegründet. Zunächst wohnte hier nur eine fünfköpfige Familie. Im Jahr 1901 wurde am Ort eine von Norwegern gebaute Walfangstation in Betrieb genommen. Schon im 19. Jahrhundert hatte die Jagd auf Großwale in den Gewässern rund um die Färöer eine große wirtschaftliche Bedeutung. Nachdem die Bestände zurückgingen, sah man davon ab, und die Station von Lopra wurde 1953 – als eine der letzten – geschlossen. Heute befindet sich hier stattdessen eine Fisch verarbeitende Industrie. In den 1990er Jahren wurde bei Lopra auch nach Öl gebohrt, allerdings erfolglos.
Die Straße nach Süden, die hier in Serpentinen ansteigt, führt am Vogelfelsen Beinisvørð an der Westküste der Insel vorbei. Die färöische Vogelwelt kann man dort gut beobachten.

## Das Schiffsunglück von 1742
Im September 1742 kam es an der Westküste von Suðuroy zu einem denkwürdigen Schiffsunglück. Der niederländische VOC-Ostindienfahrer "Westerbeek" mit 94 Mann an Bord geriet auf der Rückreise von Niederländisch-Ostindien in tagelang anhaltenden Nebel und verlor die Orientierung.  Am 2. September 1742 lief das Segelschiff an der schroffen Felsküste bei Lopranseiði auf Grund und havarierte. Der verzweifelte Kampf der Mannschaft, das Schiff zu retten, zog sich über Stunden hin. Schließlich musste sie das Schiff aufgeben. Der größte Teil der Besatzung konnten sich über einen abgebrochenen Schiffsmast auf ein kleines Felssims retten. In einer dramatischen Aktion gelang es einigen von ihnen am nächsten Morgen, die steile und schroffe Felsküste zu bezwingen und Hilfe herbeizuholen, um anschließend die Übrigen zu retten. Um die 80 Mann überlebten so das Unglück. Der größte Teil der Überlebenden musste anschließend neun Monate auf den Färöern ausharren, bevor er in die Niederlande zurückkehren konnte.

## Bilder

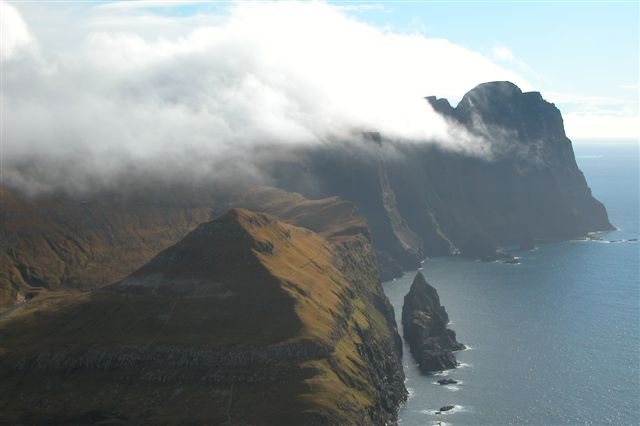
Überblick über die Westküste bei Lopra von Norden aus betrachtet.
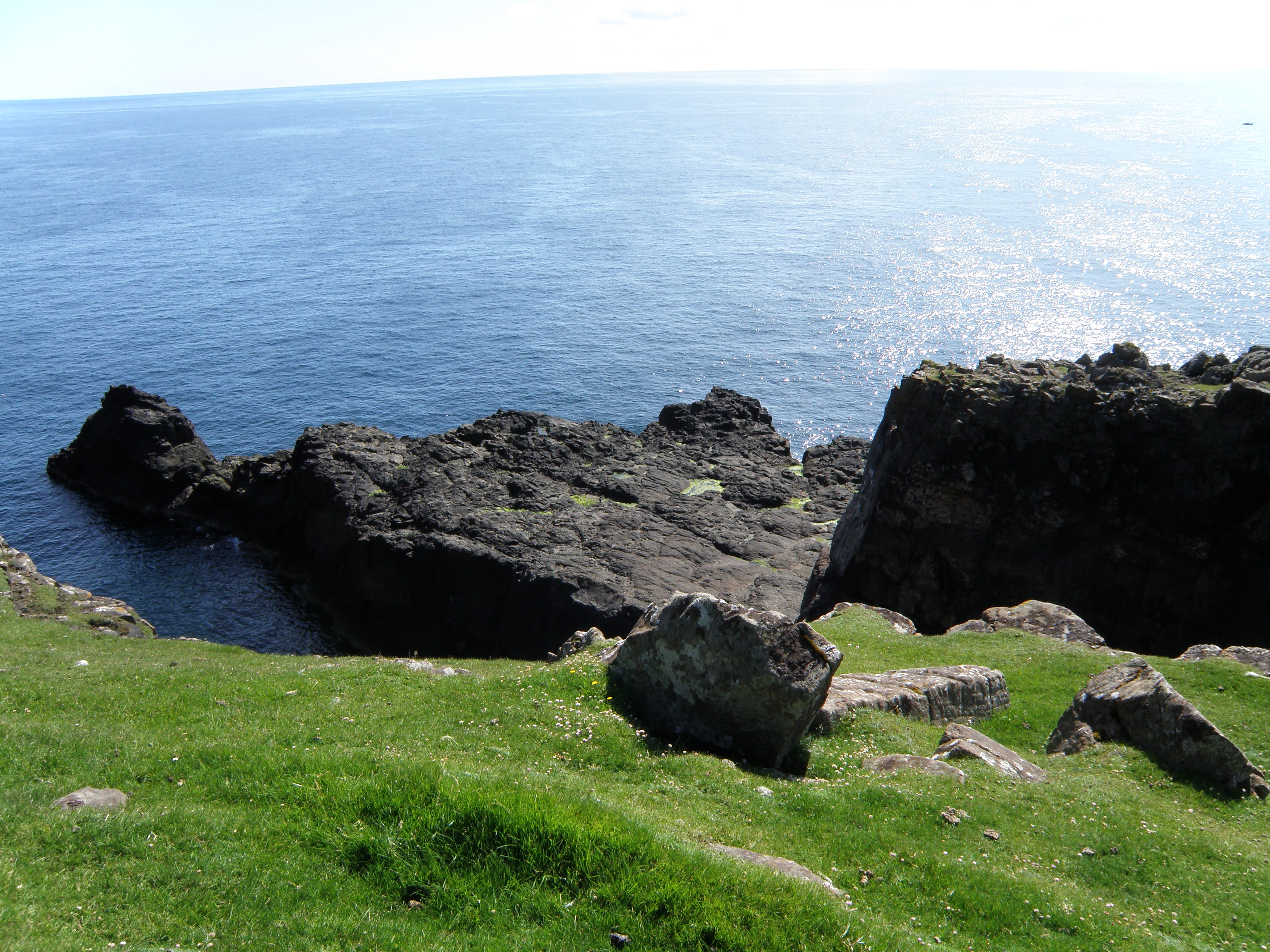
Lopranshólmur
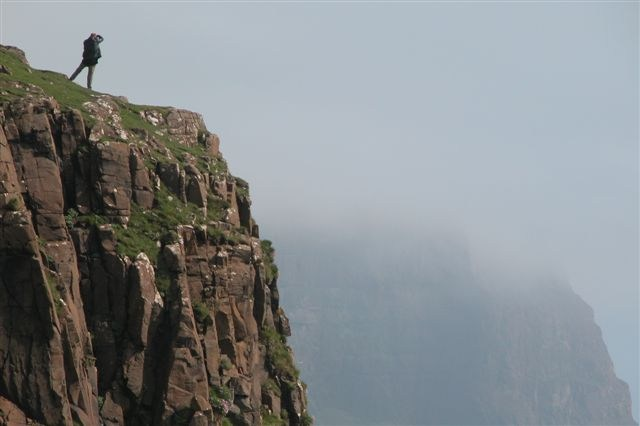
Lopranseiði. Der Isthmus von Lopra an seiner Westküste
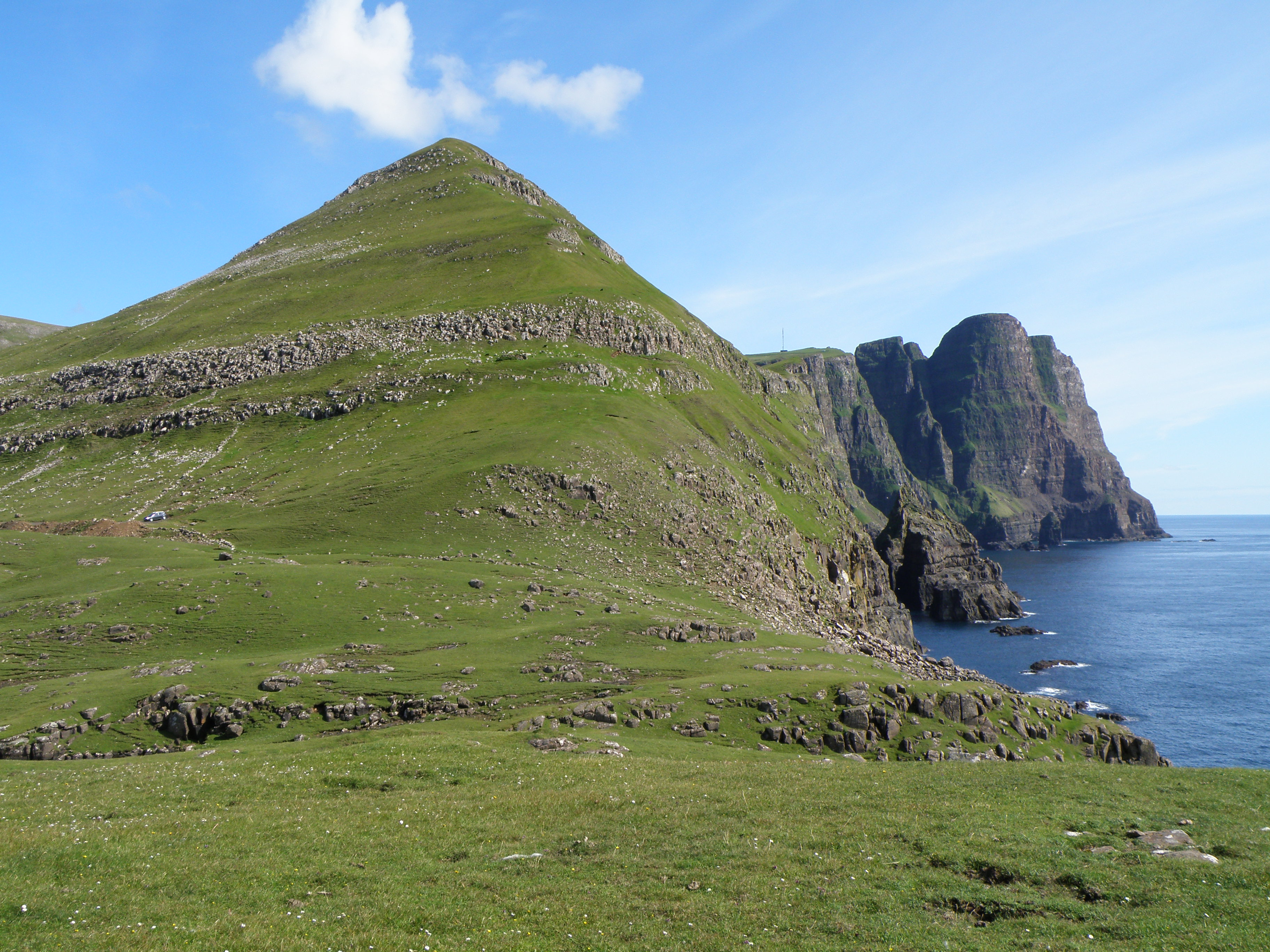
Kirvi und Beinisvørð
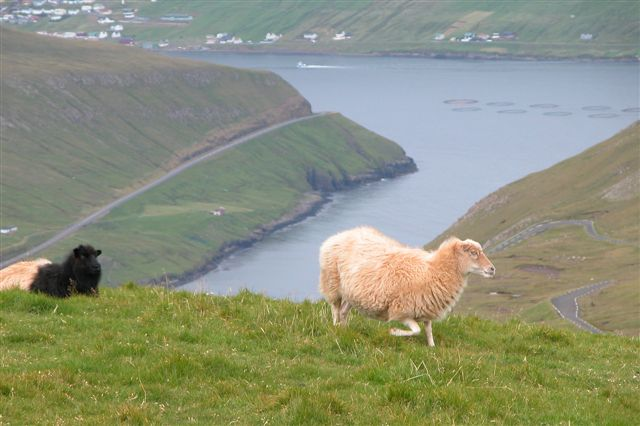
Lopransfjørður
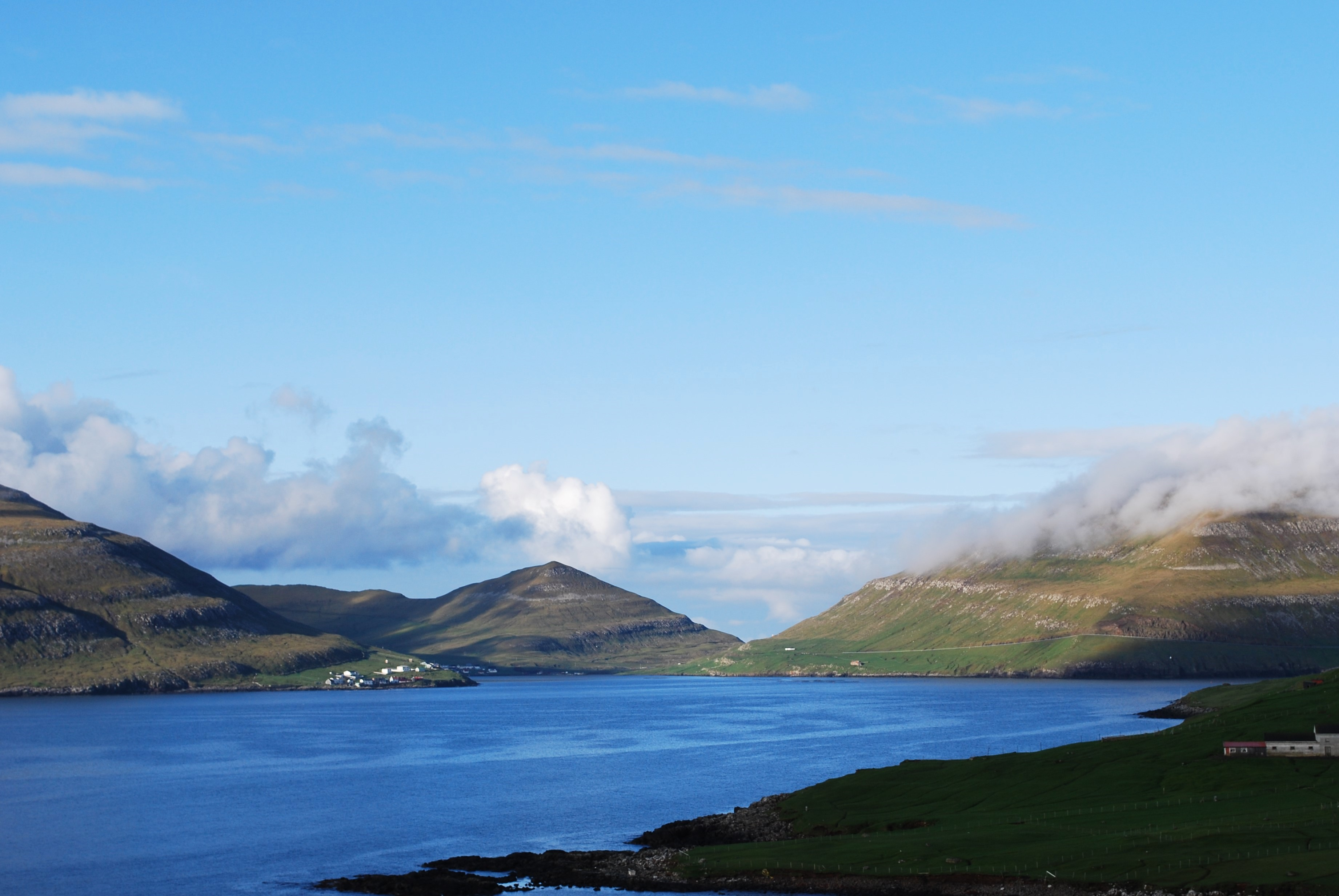
Lopransfjørður mit dem Pyramidenberg "Kirvi" im Hintergrund
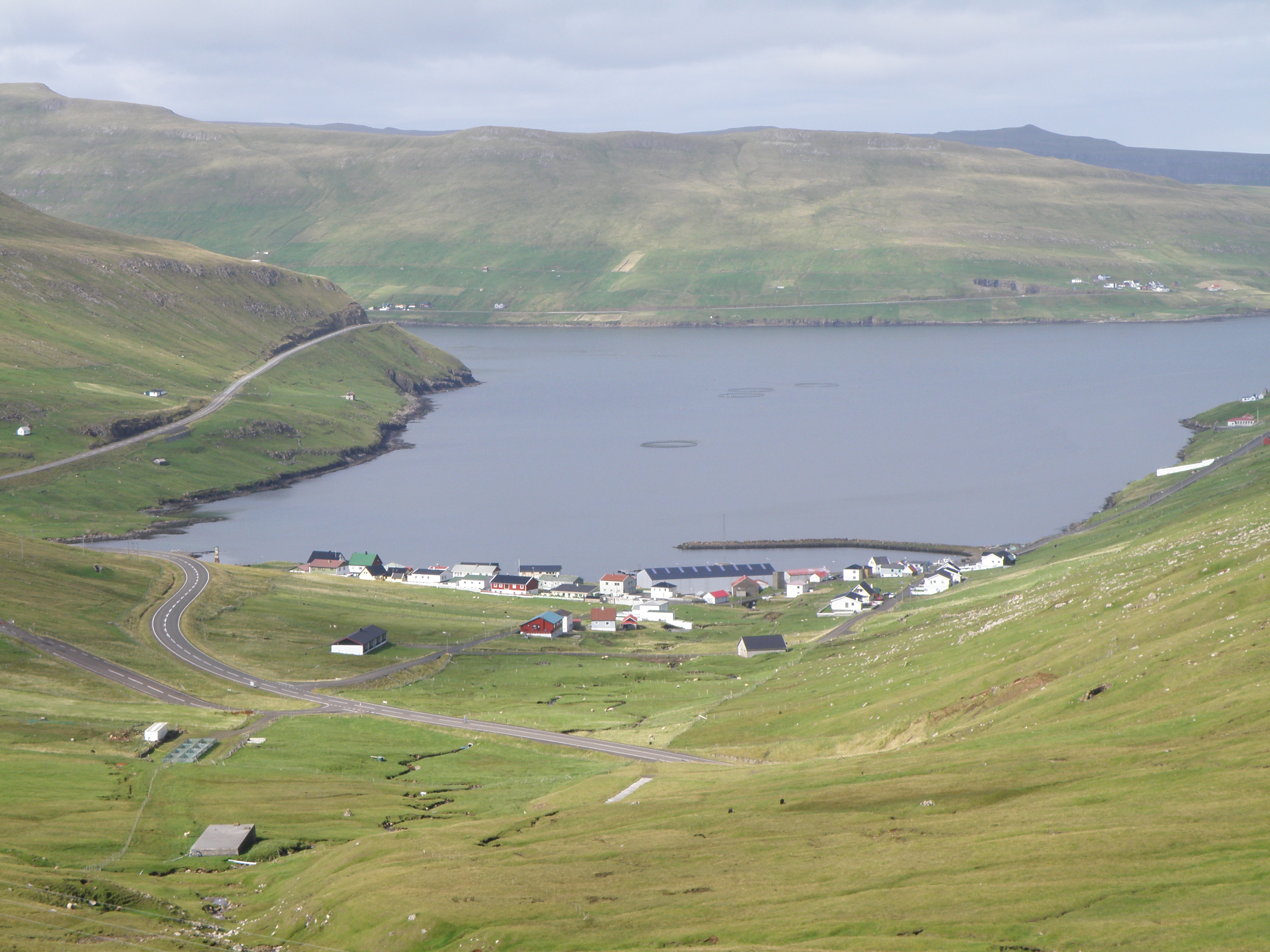
Der Ort Lopra und der Lopransfjørður
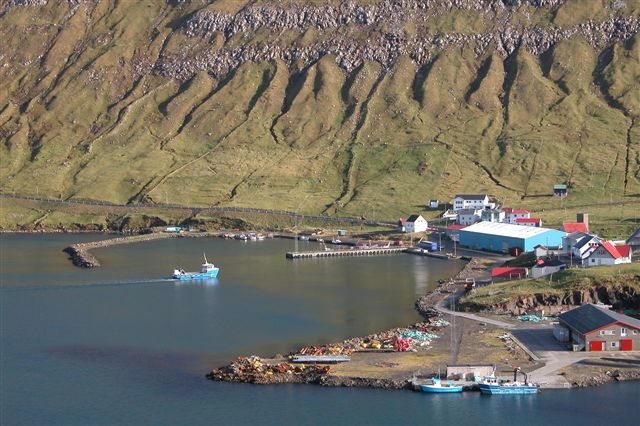
Lopra, Suðuroy
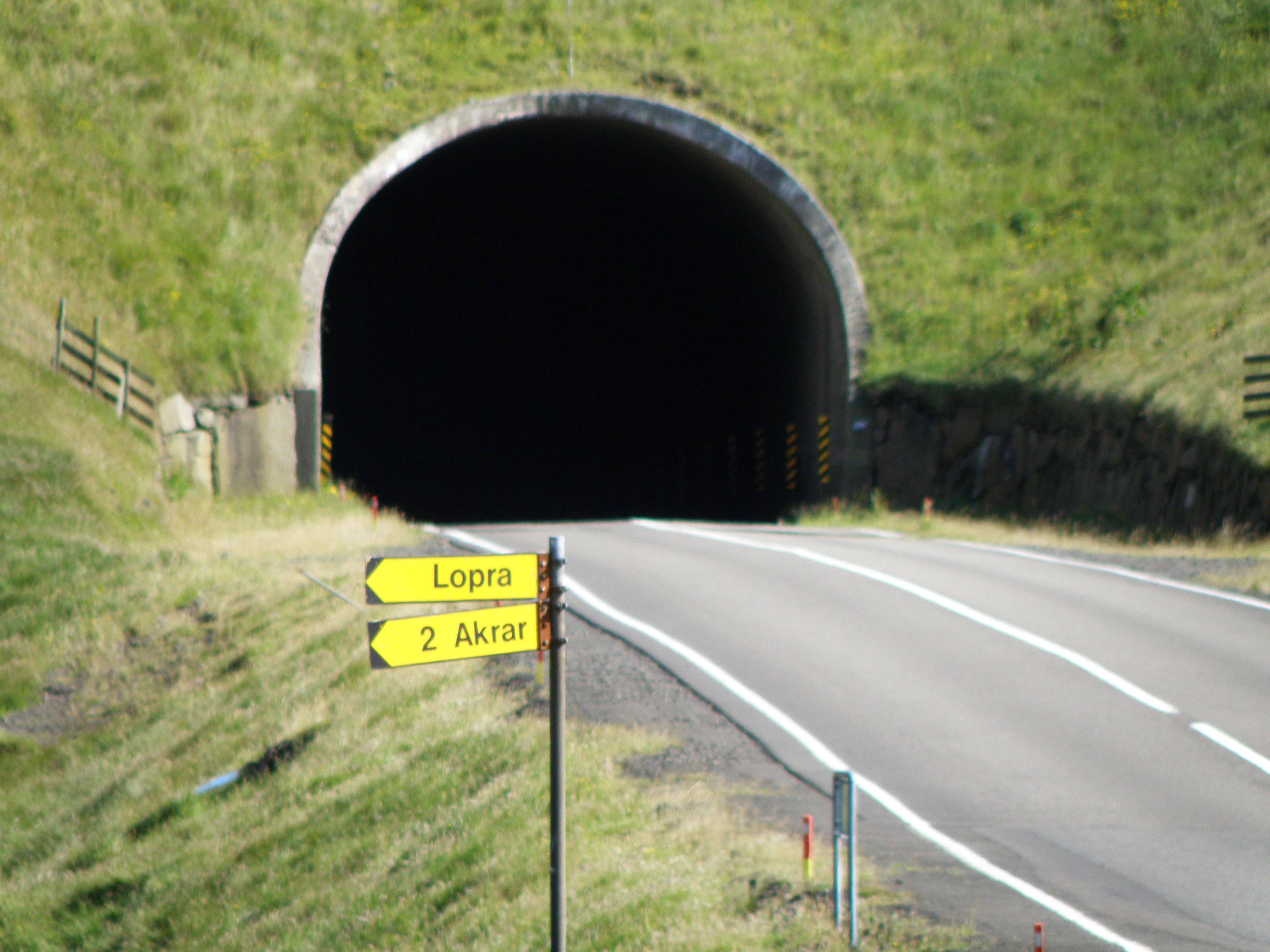
Der zweispurige Sumbiartunnel bei Lopra
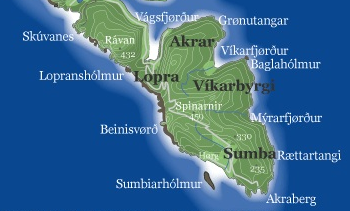
Karte der Kommune Sumba/Färöer